# Серафим (Залізницький)
Серафи́м, також схиєпископ Сергі́й (ім'я при народженні — Васи́ль Фе́дорович Залізни́цький; нар. 16 січня 1953; Лосятин, Кременецький район, Тернопільська область, Українська РСР) — колишній проросійський священнослужитель з України, колаборант із Росією, сепаратист. Митрополит Івано-Франківський і Коломийський РПЦвУ (2018—2022).

## Біографія
Народився 16 січня 1953 року на хуторі Сіножаті, який у селі Лосятин Кременецького району Тернопільської області.
Після закінчення восьмирічної школи 1969 року вступив до Кременецького сільськогосподарського технікуму. Працював у колгоспі, а потім у Кременецькому районному управлінні сільського господарства на посаді агронома.
1975 року зарахований до Московської духовної семінарії, після закінчення якої 1979 року вступив до Московської духовної академії, де вчився до 1983 року.
24 лютого 1985 року висвячений у сан диякона, 3 березня — в ієрея і 30 травня призначений керівником церкви святої Марії Магдалини міста Біла Церква та благочинним Білоцерківського округу Київської єпархії РПЦвУ.
31 липня 1994 року пострижений у чернецтво.
1 серпня 1994 року хіротонізований на єпископа Білоцерківського та Богуславського. Хіротонію здійснювали митрополит Володимир, архієпископ Луганський та Старобільський Іоанникій, архієпископ Глухівський та Конотопський Іонафан, Єпископ Херсонський та Таврійський Іларіон.
1998 року нагороджений орденом «За заслуги» III ступеня.
Наприкінці 1990-х був одним із натхненників руху проти видачі ідентифікаційних номерів податкової українцям. Стверджував, що вручення документу є «поклонінням демонам».
31 травня 2007 року постановою синоду РПЦвУ звільнений від керування Білоцерківською єпархією та призначений єпископом Сєверодонецьким та Старобільським РПЦвУ. Прийняв схиму з ім'ям Сергій.
4 червня 2007 року рішенням синоду РПЦвУ звільнений від управління Сєверодонецькою єпархією та виведений за штат за власним бажанням. У тому ж році указом Патріарха Алексія II призначений настоятелем церкви Введення у храм Пресвятої Богородиці біля Салтикова моста (Лефортово) у Москві.
29 січня 2016 року рішенням синоду РПЦвУ призначений Єпископом Шумським, вікарієм Тернопільської єпархії, ректором Почаївської духовної семінарії.
25 вересня 2018 року рішенням синоду РПЦвУ призначений Єпископом Івано-Франківським і Коломийським.
25 червня 2019 року возведений в сан архієпископа. 17 серпня 2021 року возведений в сан митрополита.
24 лютого 2022 року, під час російсько-української війни, виїхав до Москви на спільну молитву із патріархом РПЦ Кирилом.